# Endre Kukorelly
Endre Kukorelly, född 26 april 1951 i Budapest är en ungersk författare, journalist och poet. Kukorelly undervisar vid Hungarian University of Fine Arts. Han är också en av redaktörerna vid Magyar Narancs (svenska “Ungerskt orange”), en liberal tidskrift som utkommer en gång i veckan.

## Politisk karriär
Kukorelly är en av grundarna av det ungerska gröna och liberala partiet Politik kan vara annorlunda (LMP). Han blev parlamentsledamot i parlamentet från första platsen i LMP:s regionallista för provinsen Pest den 14 maj 2010. Kukorelly arbetade i utskottet för sport och turism. Han avgick från sitt mandat på grund av bristande förtroende den 23 september 2012. Han ersattes av Szilvia Lengyel den 8 oktober 2012.

## Verk
Kukorellys böcker tar upp kärlek, familj, och barndom – som ”vanliga” upplevelser, men i ett självbiografiskt perspektiv. Han debuterade 1984 med poesisamlingen A valóság édessége.
- A valóság édessége (dikter, 1984, Magvető Könyvkiadó, Budapest)
- Manière (dikter, 1986, Magvető Könyvkiadó, Budapest)
- Én senkivel sem üldögélek (dikter, 1989, Pannon Könyvkiadó, Budapest)
- A Memória-part (roman, 1990, Magvető Könyvkiadó, Budapest, Book Of The Year Award; översatt till fem språk mellan 1996 och 2000)
- Azt mondja aki él (prosadikter, 1991, Jelenkor Irodalmi és Művészeti Kiadó, Pécs)
- Egy gyógynövény-kert (selected poems, 1993, Magvető Könyvkiadó, Budapest; översatta till portugisiska 1997)
- Napos terület (prosadikter, 1994)
- Budapest – Papírváros (fotobok, 1994, med fotografier av Károly Gink)
- Mintha már túl sokáig állna (dikter, 1995, Budapest)
- Kedvenxc (essäer, 1996; översatta till tyska 1999)
- H.Ö.L.D.E.R.L.I.N. (poems cycle, 1999)
- Három 100 darab (novelette, Jelenkor Irodalmi és Művészeti kiadó, Pécs, 1999)
- Rom: A Szovjetónió története (roman, 2000)
- Kicsit majd kevesebbet járkálok (writings, 2001)
- TündérVölgy, avagy Az emberi szív rejtelmeiről (roman, 2003, harmadik kiadás 2007)
- Samunadrág (dikter för barn, 2005, Kalligram Könyvkiadó, Budapest)
- Rom. A komonizmus története (roman, 2006, enlarged edition)
- Ezer és 3 avagy A nőkben rejlő szív  (roman, 2009, Kalligram Könyvkiadó, Budapest)
- Mennyit hibázok, te úristen (Kalligram Könyvkiadó, 2010)